# Sambodrom
Sambodrom je označení místa, kde probíhá slavnostní přehlídka brazilského karnevalu. Je to několik set metrů dlouhá ulice obklopená tribunami, z nichž diváci sledují průvod jednotlivých škol samby. Nejznámější je Sambódromo Marquês de Sapucaí v Rio de Janeiru, který projektoval Oscar Niemeyer a který pojme až 90 000 diváků.